# ディーノ・シュペハル
ディーノ・シュペハル（Dino Špehar, 1994年2月8日 - ）は、クロアチア・オシエク出身のサッカー選手。ŠKFセレヂに所属する。ポジションはミッドフィールダー。

## 経歴
NKオシエクのユースチームでキャリアをスタートさせ、ユースで通算300ゴール以上を記録した。2010年10月、プロ契約を結んだ。10月27日、HNKシベニク戦でプロデビューを果たした。NKスラヴェン・ベルポ戦で初ゴールを記録した。2011年8月25日、NKディナモ・ザグレブに移籍した。2015年6月、RNKスプリトに移籍した。2017年、CFRクルジュに移籍した。

## 代表歴
クロアチア代表として各年代でプレーしている。

## 所属クラブ
- NKオシエク 2010-2011
- NKディナモ・ザグレブ 2011-2015
- → NKロコモティヴァ・ザグレブ（レンタル移籍） 2014
- → NKイストラ1961（レンタル移籍） 2014-2015
- RNKスプリト 2015-2017
- CFRクルジュ 2017-2018
- → CSコンコルディア・キアジナ（レンタル移籍） 2017
- → AFCドゥナレア・カララシ（レンタル移籍） 2018
- FKクケシ 2018
- ŠKFセレヂ 2019-